# Turniej o Złoty Kask 1979
Turniej o Złoty Kask 1979 – rozegrany w sezonie 1979 turniej żużlowy z cyklu rozgrywek o „Złoty Kask”. Wygrał Robert Słaboń, drugi był Piotr Pyszny, a Mariusz Okoniewski stanął na najniższym stopniu.
Rozegrano 4 turnieje i zsumowano wszystkie wyniki - zdobywca największej ilości punktów został zwycięzcą.

## Wyniki finałów
Poniżej zestawienie czołowej piątki każdego z rozegranych 4 turniejów.

### I turniej
- 2 sierpnia 1979, Częstochowa

| Msc. | Zawodnik           | Klub                 | Pkt |  |  |
| ---- | ------------------ | -------------------- | --- |  |  |
| 1    | Robert Słaboń      | Sparta Wrocław       | 15  |  |  |
| 2    | Jacek Goerlitz     | Kolejarz Opole       | 13  |  |  |
| 3    | Jerzy Rembas       | Stal Gorzów Wlkp.    | 12  |  |  |
| 4    | Andrzej Huszcza    | Falubaz Zielona Góra | 12  |  |  |
| 5    | Mariusz Okoniewski | Unia Leszno          | 10  |  |  |

### II turniej
- 9 sierpnia 1979, Gdańsk

| Msc. | Zawodnik           | Klub                 | Pkt |  |  |
| ---- | ------------------ | -------------------- | --- |  |  |
| 1    | Piotr Pyszny       | ROW Rybnik           | 13  |  |  |
| 2    | Robert Słaboń      | Sparta Wrocław       | 12  |  |  |
| 3    | Mariusz Okoniewski | Unia Leszno          | 11  |  |  |
| 4    | Andrzej Marynowski | Wybrzeże Gdańsk      | 11  |  |  |
| 5    | Henryk Olszak      | Falubaz Zielona Góra | 10  |  |  |

### III turniej
- 16 sierpnia 1979, Chorzów

| Msc. | Zawodnik             | Klub                 | Pkt |  |  |
| ---- | -------------------- | -------------------- | --- |  |  |
| 1    | Robert Słaboń        | Sparta Wrocław       | 14  |  |  |
| 2    | Jerzy Kochman        | Śląsk Świętochłowice | 11  |  |  |
| 3    | Henryk Olszak        | Falubaz Zielona Góra | 11  |  |  |
| 4    | Wojciech Żabiałowicz | Apator Toruń         | 10  |  |  |
| 5    | Piotr Pyszny         | ROW Rybnik           | 10  |  |  |

### IV turniej
- 22 sierpnia 1979, Rybnik

| Msc. | Zawodnik          | Klub           | Pkt |  |  |
| ---- | ----------------- | -------------- | --- |  |  |
| 1    | Piotr Pyszny      | ROW Rybnik     | 15  |  |  |
| 2    | Robert Słaboń     | Sparta Wrocław | 11  |  |  |
| 3    | Jan Ząbik         | Apator Toruń   | 11  |  |  |
| 4    | Jacek Goerlitz    | Kolejarz Opole | 10  |  |  |
| 5    | Eugeniusz Błaszak | Start Gniezno  | 9   |  |  |

## Klasyfikacja końcowa
| Poz | Zawodnik             | Klub                 | OPO | GOR | CZE | LES | Punkty |
| --- | -------------------- | -------------------- | --- | --- | --- | --- | ------ |
| 1   | Robert Słaboń        | Sparta Wrocław       | 15  | 12  | 14  | 11  | 52     |
| 2   | Piotr Pyszny         | ROW Rybnik           | 4   | 13  | 10  | 15  | 42     |
| 3   | Mariusz Okoniewski   | Unia Leszno          | 10  | 11  | 9   | 9   | 39     |
| 4   | Jerzy Kochman        | Śląsk Świętochłowice | 10  | 8   | 11  | 7   | 36     |
| 5   | Henryk Olszak        | Falubaz Zielona Góra | 5   | 10  | 11  | 8   | 34     |
| 6   | Jerzy Rembas         | Stal Gorzów Wlkp.    | 12  | 9   | 8   | 4   | 33     |
| 7   | Andrzej Huszcza      | Falubaz Zielona Góra | 12  | 8   | 6   | 5   | 31     |
| 8   | Jacek Goerlitz       | Kolejarz Opole       | 13  | 1   | 5   | 10  | 29     |
| 9   | Eugeniusz Błaszak    | Start Gniezno        | 7   | 3   | 5   | 9   | 24     |
| 10  | Jan Ząbik            | Apator Toruń         | 2   | 6   | 5   | 11  | 24     |
| 11  | Wojciech Żabiałowicz | Apator Toruń         | 4   | 5   | 10  | 3   | 22     |
| 12  | Roman Jankowski      | Unia Leszno          | 6   | 5   | 6   | 4   | 21     |
| 13  | Bogdan Skrobisz      | Wybrzeże Gdańsk      | 2   | 8   | 1   | 7   | 18     |
| 14  | Mirosław Berliński   | Wybrzeże Gdańsk      | 4   | 5   | 0   | 4   | 13     |

| Kolor    | Wynik      |
| -------- | ---------- |
| Złoty    | Zwycięzca  |
| Srebrny  | 2. miejsce |
| Brązowy  | 3. miejsce |
| Limanowy | 4. miejsce |
| cyjan    | 5. miejsce |